# Han Dang
Pour les articles homonymes, voir Dang.
Han Dang (154/156 - 227) est un officier militaire loyal envers la famille Sun du royaume de Wu à partir de 184. Remarqué par ses compétences au combat, il gagne tôt la faveur de Sun Jian, qu’il suit dans plusieurs batailles, n’hésitant pas à prendre des risques. Il reçoit d’ailleurs de ce dernier le grade de commandant. Ainsi, il accompagne Sun Jian à Luoyang en l’an 190 et participe à l’assaut de la passe de la rivière Si. Il est encore aux côtés de ce dernier lors de l’attaque contre Liu Biao où il combat vaillamment.
Après la mort de Sun Jian, il suit Sun Ce dans la conquête des districts de Danyang, Wu et Kuaiji, situé au sud du Yangzi Jiang et accède au grade de colonel. Par la suite, il participe à de nombreux conflits, dont ceux qui opposent Huang Zu au Grand administrateur de Lujiang, Liu Xun, puis combat les peuples Shanyue dans le comté de Poyang.
Favorable à la résistance contre Cao Cao, il supporte l’avant-garde avec Jiang Qin lors de l’offensive aux Trois Rivières et combat à la bataille de la Falaise rouge en tant que général de la Garde rapprochée, tuant notamment Jiao Chu et commandant le premier escadron naval de soutien à Huang Gai, à qui il sauve la vie. Par la suite, il est promu en l’an 210 lieutenant-général et Grand administrateur de Yongchang, en raison de sa contribution à la victoire de Nanjun contre Cao Ren.
En l’an 212, il participe à la bataille de Ruxu, puis en l’an 219, il participe à l’attaque réussie contre Guan Yu, au nord du Long Fleuve. Lors de la bataille de Yiling, il commande une armée et, comme Zhou Tai, se montre réticent face aux plans de Lu Xun. Toutefois, il parvient à vaincre avec succès les forces ennemies de Liu Bei et devient marquis d’une Commune chef.
Inspirant ses capitaines et soldats au combat tout en respectant ses supérieurs dont il suit les ordres à la lettre, il gagne la faveur de Sun Quan. Ainsi, en l'an 223, Han Dang est nommé marquis de Shicheng et Grand administrateur de Guanjun. Il reçoit également le titre de Contrôleur en chef, puis meurt peu après de maladie.